# گوستاو ووتس
گوستاو ووتس (انگلیسی: Gustave Wuyts; ۲۷ فوریهٔ ۱۹۰۳ – ۱۳ ژانویهٔ ۱۹۷۹) ورزشکار دو و میدانی اهل بلژیک بود.